# Bruno Marzloff
Bruno Marzloff es un sociólogo francés especializado en movilidad. Es autor de numerosas obras, y dirige el centro de estudios y de prospectiva 'Chronos', cuyos trabajos se articulan en torno a las encrucijadas de la movilidad, la ciudad inteligente, el ordenamiento territorial, lo digital, y lo cotidiano.

## 'Chronos'
Como se dijo, Marzloff es director de 'Chronos' (centro de estudios sociológicos, prospectiva, e innovación), desde donde se observa y analiza la encrucijada de la movilidad, desde diferentes puntos de vista. 
Bruno Marzloff también es fundador del think tank 'Grupo Chronos', que en 2013 contaba con «trece entidades-miembro», entre las que se cuentan:
- Operadores de transporte público, RATP, Keolis, Transdev, SNCF, y 'Mobivia Groupe' ;
- Operadores de telefonía móvil, Orange ;
- Operadores de ciudad, 'Vinci Park', SCET, ERDF ;
- Constructores de automóviles, Renault, PSA ;
- Entidades públicas o para-públicas, 'Union des Transports Publics', CERTU, 'Club des Villes et des Territoires cyclables'.

## Publicaciones
- Le 5e écran, Éditions FYP, 2009
- Pour une mobilité libre et durable (con Daniel Kaplan de FING), Éditions FYP, 2009
- Mobilités, trajectoires fluides, L'Aube, 2005
- Le temps des puces (con Stéphane Glaziou), Carnot, 1999
- Transit ou les lieux et les temps de la mobilité (con François Bellanger), L'Aube, 1996